# Weasenham St Peter
Weasenham St Peter – wieś w Anglii, w hrabstwie Norfolk, w dystrykcie Breckland. Leży 41 km na północny zachód od Norwich i 152 km na północny wschód od Londynu. W 2001 miejscowość liczyła 166 mieszkańców.